# Enseignement de la lecture

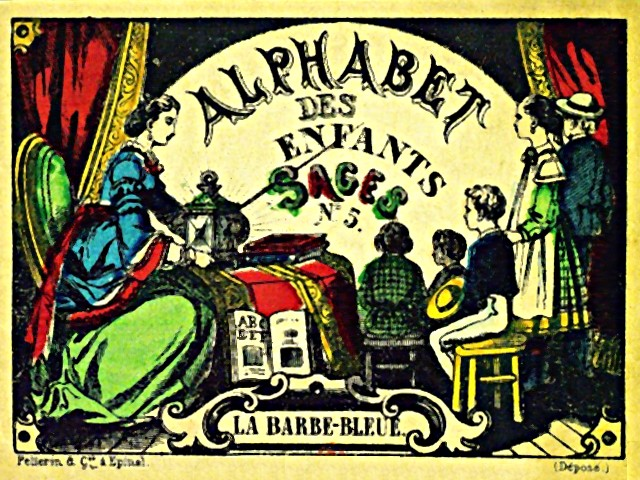
Alphabet des enfants sages, livre du XIXe siècle, Épinal.

L'enseignement de la lecture est l'un des principaux objectifs des programmes scolaires et fait l'objet d'apprentissages explicites dans les cursus. Il se base sur diverses méthodes et livres, qui peuvent être catégorisées par deux approches : l'approche alphabétique (nommée aussi syllabique ou phonétique) qui s'appuie sur le décodage des relations entre lettres et phonèmes, et l'approche globale qui met l'accent sur la compréhension. L'enseignement de la lecture combine souvent les points forts des deux approches. Des enseignements spécifiques sont mis au point pour les enfants souffrant de troubles de la lecture ou les enfants peu stimulés sur le plan linguistique pour des raisons sociales ou culturelles.

## Histoire

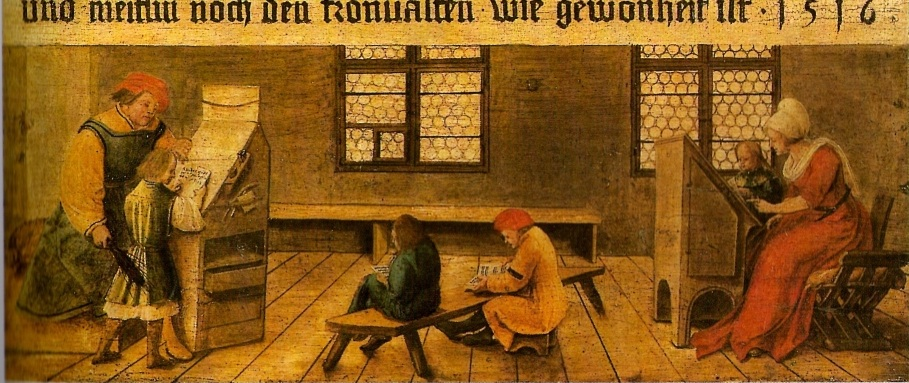
L'enseignement de la lecture - Bâle 1516, par Ambrosius Holbein

Au Moyen Âge, en Europe, la minorité qui apprend à lire commence par mémoriser l'alphabet latin. Les lettres de la Bible formulent les syllabes, les mots, les phrases et finalement les textes essentiels, les hymnes. Le maître les psalmodie puis les fait réciter aux élèves qui s'ouvrent à la lecture, tout comme, encore actuellement, dans les écoles coraniques ou talmudiques. Avec l'imprimerie, le taux d'alphabétisation progresse d'abord dans le monde protestant, car les enfants, pour être admis à la communion, sont appelés non seulement à lire, mais à comprendre les textes sacrés. La Suède devient le premier pays alphabétisé à la fin du XVIIe siècle.
En Suisse, à la fin du XVIIIe siècle, Johann Heinrich Pestalozzi met en place une méthode fondée sur l'appétence : il veut créer chez les enfants le désir d'aller aux mots sans passer par l'épellation, avec des contenus tirés de leur expérience. Cette approche de la lecture, de l'écriture et de la compréhension s'inscrit dans la tradition protestante allemande. Le religieux fribourgeois Grégoire Girard améliore la méthode dans son Abécédaire à l'usage de l'école française de la Ville de Fribourg paru en 1812. Le tableau illustrant un examen de lecture et de compréhension dans une école en 1862, peut-être à Anet, village du peintre Albert Anker, montre une classe d'élèves soumis aux questions de la commission scolaire locale.

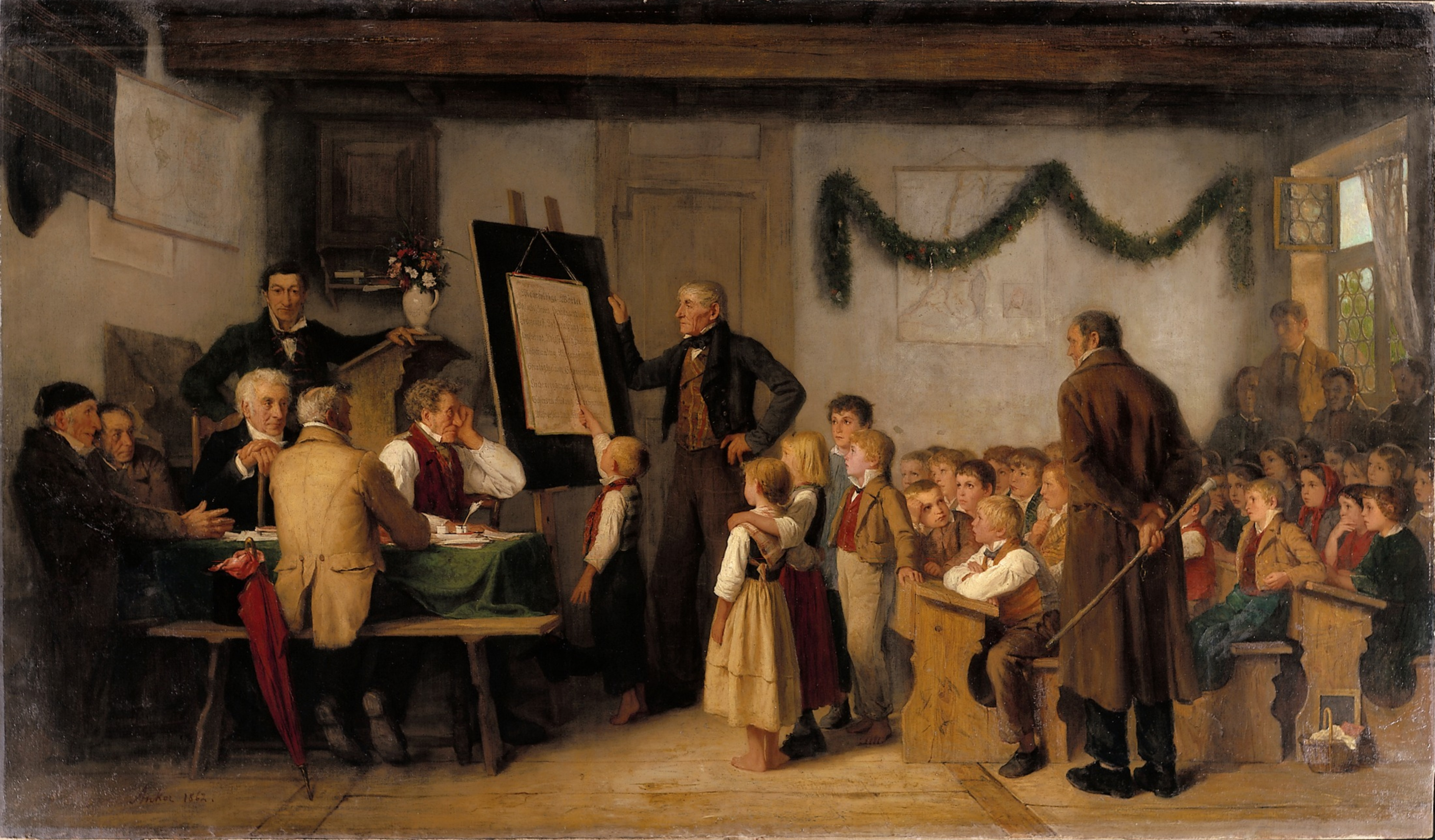
Albert Anker - L'examen scolaire

Dans le monde francophone, Le tour de France par deux enfants (1877) connaît un succès et une longévité extraordinaires. L'État remplaçant l'Église dans l'alphabétisation, les manuels inculquent une vision du monde patriotique. Dans l'Allemagne nazie, l'antisémitisme se développe même dans les ouvrages destinés à la jeunesse comme le montre le manuel d'apprentissage en:Der Giftpilz  (Le champignon vénéneux), livre de lecture pour enfants édité à Nuremberg en 1938.
En 1883, Fribourg adopte le Syllabaire illustré, du chanoine Tobie-Raphaël Horner, premier titulaire de la chaire de pédagogie de l'Université de Fribourg. Cet ouvrage est plusieurs fois réédité et, en 1923, l'institutrice Valentine Marchand l'adapte pour l'école fribourgeoise sous le titre : « Mon Syllabaire ». Il recourt à l'apprentissage de la lecture et de l'écriture par l'image, comme le préconisait déjà le pédagogue Comenius au XVIIe siècle. Cette méthode est appliquée également dans le canton de Vaud, avec l'ouvrage scolaire Mon premier livre (1908), réédité à maintes reprises et réimprimé par Payot libraire en 2019, cette fois à titre de souvenir nostalgique. Cette méthode, qui n'est pas loin de l'approche « globale », se maintient dans des institutions pionnières comme les écoles Montessori.

## Programmes scolaires
Le fait d'apprendre à lire est un des principaux objectifs des programmes d'enseignement en école primaire à travers le monde. Les programmes d'enseignement de la lecture et de l'écriture commencent à l'entrée en école primaire, qui correspond le plus souvent à un âge de scolarité obligatoire, variant légèrement selon les pays. En Europe, la scolarité obligatoire se situe aux alentours de six ans, et dans quatorze pays, elle est précédée par une période pré-scolaire obligatoire commençant vers l'âge de cinq ans.

## Méthodes

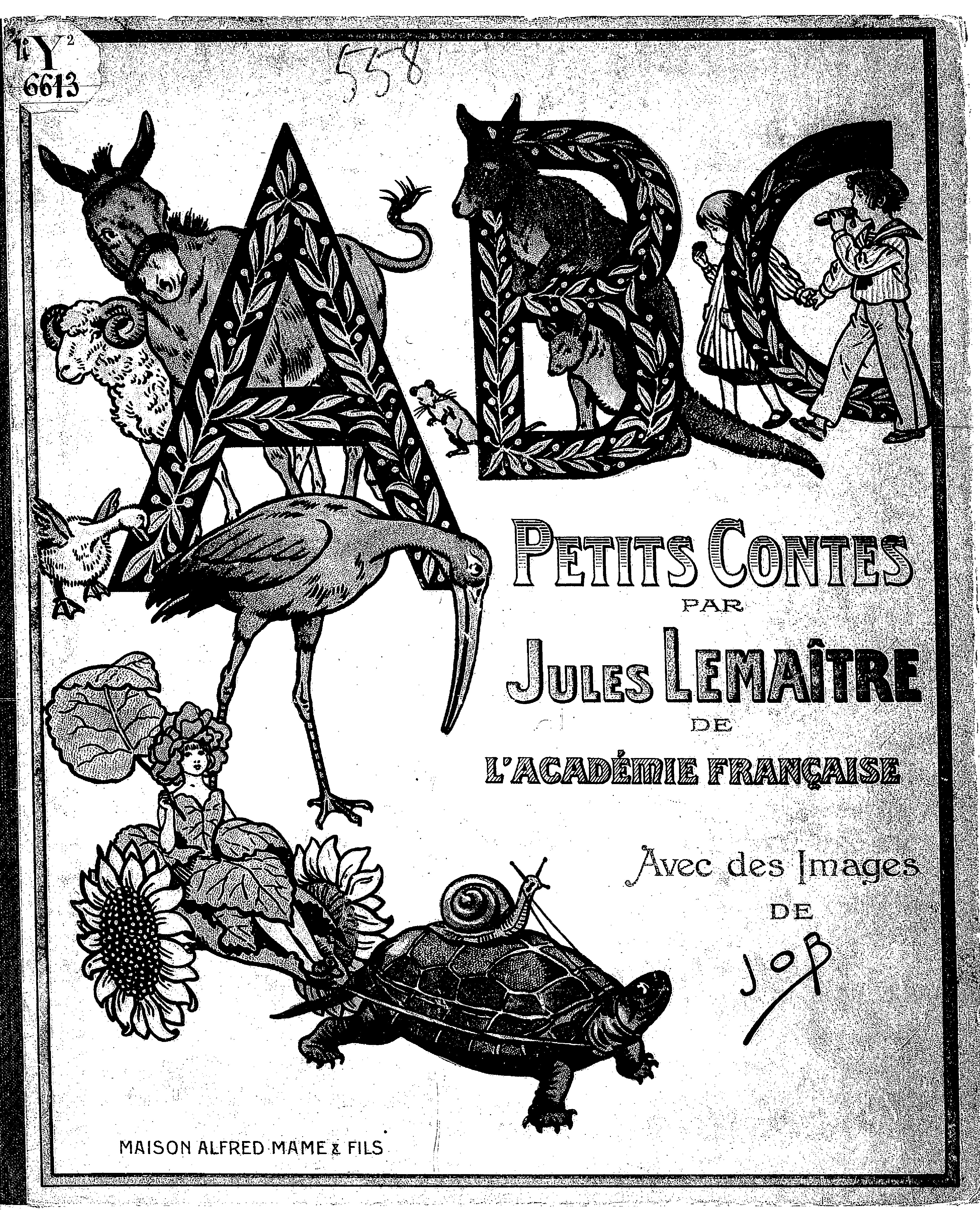
Couverture de lABC de Jules Lemaître, France, 1921.

Les méthodes d'enseignement de la lecture se divisent en deux catégories qui correspondent à deux manières d'identifier les mots. La plupart des méthodes enseignent à l'enfant le décodage graphème-phonème suivant le principe alphabétique, dans lequel l'enfant doit associer chaque lettre ou groupe de lettres (appelés graphèmes) à un phonème. L'autre méthode est basée sur une approche globale, c'est-à-dire la reconnaissance visuelle des mots entiers, qui suppose que l'enfant associe un mot écrit entier à sa prononciation par mémorisation.

### Approche phonétique, dite aussi syllabique, synthétique ou alphabétique

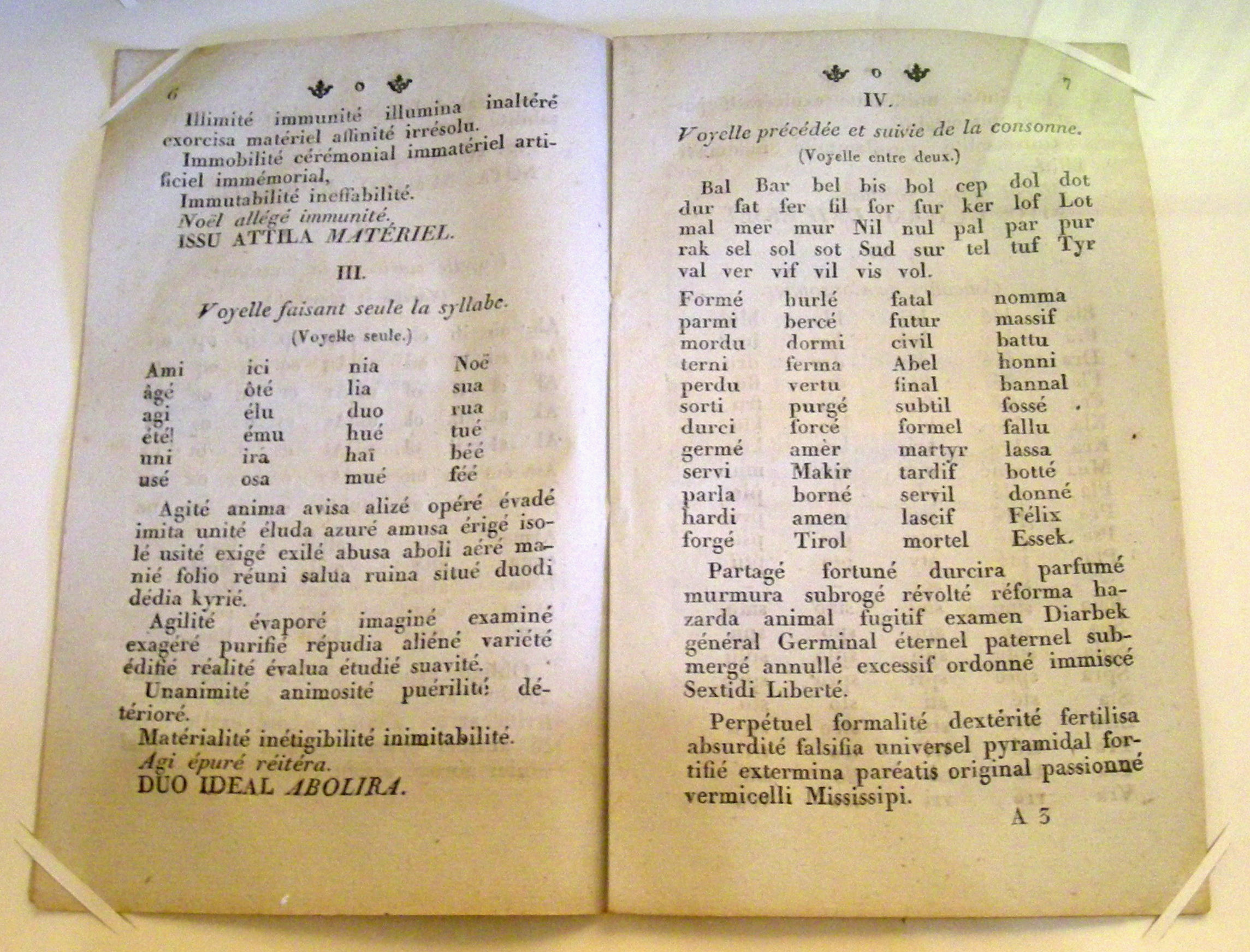
Méthode d'apprentissage de la lecture mise au point par le pasteur Stuber - (1762)

L'alphabet latin est un alphabet phonétique, qui restitue la parole : chaque signe ou groupe de signes correspond à un son  — contrairement aux systèmes idéogrammatiques, qui restituent la pensée et où les signes représentent des idées. De fait, avec une écriture phonétique, il est possible de lire un texte en ignorant complètement son sens, par exemple dans une langue étrangère, tandis qu'avec les écritures idéogrammatiques, il est possible de comprendre un texte écrit par une personne parlant une langue étrangère.
Les méthodes reposant sur l'association lettre-son, ou graphème-phonème, portent plusieurs appellations. Elles sont appelées méthode phonétique, méthode syllabique, méthode synthétique ou méthode alphabétique.
La parole est formée d'une suite de syllabes comprenant chacune une articulation, une voix et un ton. Nos alphabets viennent des alphabets sémitiques dont les lettres ne comprenaient que des consonnes, c'est-à-dire ne notaient que les articulations de la parole, tandis que les voix et les tons restaient sous-entendus. En empruntant cet alphabet aux Phéniciens, les Grecs ont eu l'idée de réserver certaines lettres correspondant à des sons inusités pour eux, et de les attribuer à la notation des voix. Avec ces lettres voyelles, et des accents, l'alphabet est devenu capable de représenter l'ensemble de la phonétique d'une langue : articulations, voix, et tons ou accents.
Déjà pratiquée dans la Grèce antique, une méthode alphabétique consiste à enseigner les unités les plus petites composant les mots : les lettres et graphèmes (groupes de lettres correspondant à un seul son, par exemple « eau » en français) et les phonèmes (les sons qui correspondent aux graphèmes, comme /o/ et sont des unités phonologiques du langage humain). L'association de graphèmes correspondant à une consonne et une voyelle produit alors une syllabe : les graphèmes B et A produisent la syllabe BA. Ce principe est aussi dénommé le « B - A, BA ».
En France, la Méthode Boscher, utilisée depuis le début du XXe siècle, est de type alphabétique. En 2006, le ministère de l'éducation nationale a demandé l'utilisation des méthodes de décodage dans l'enseignement de la lecture en cours primaire,.
La méthode du Sablier, apparue au Canada dans les années 1970 est la première de ce type, dans lequel on peut également classer Au fil des mots.

### Approche globale
La méthode globale décrite en 1787 par Nicolas Adam, également appelée « méthode analytique », a été popularisée au début du XXe siècle par Ovide Decroly[réf. nécessaire]. L'approche globale est basée sur l'idée que les enfants peuvent apprendre à lire et écrire naturellement, tout comme ils le font pour le langage oral. L'approche globale tente de stimuler la compréhension du texte et la satisfaction à lire et à apprendre de nouvelles informations. Parmi les approches globales, la méthode idéo-visuelle repose sur la reconnaissance d'un mot en entier, sans enseignement du code de l'écrit (c’est-à-dire sans apprentissage des correspondances grapho-phonémiques). Ovide Decroly use du terme pour faire le lien entre la lecture et les autres pratiques intégrant la méthode globale. Sa méthode consiste à utiliser directement des mots entiers simples et familiers, voire des phrases entières, sous forme de différents jeux de devinettes soit de mémorisation et de reconnaissance[réf. nécessaire].
Célestin Freinet a créé en 1925 la « méthode naturelle »[réf. nécessaire]. Elle s'inspire de la méthode pédagogique d'Ovide Decroly. Contrairement à Decroly, Freinet se refuse à l'évaluation scientifique. Cependant, sa pédagogie est fondée sur le processus du tâtonnement expérimental dans le cadre scientifique de Pavlov. Comme chez Ovide Decroly, elle est également fondée sur les interactions entre l'individu et le groupe, elle s'appuie sur les intérêts réels de l'enfant et lui permet de mettre en œuvre simultanément toutes les approches qui lui sont nécessaires : syllabique, globale, corporelle, sociale… Ainsi, chez Decroly et Freinet la lecture n'est pas une branche à part entière[réf. nécessaire].
La méthode naturelle n'utilise en principe pas de manuel, mais les écrits des enfants eux-mêmes, riches de sens pour eux. On trouve toutefois des manuels qui, en s'appuyant très fortement sur la motivation des enfants, en respectant une progression  régulière et en permettant à l'enfant de constater ses progrès de façon significative, s'approchent de cette méthode. Ces manuels proposent d'emblée aux enfants de lire des textes cohérents à leur portée, des textes suffisamment motivants pour entraîner l'acceptation (voire l'oubli) de l'effort d'apprendre.[réf. nécessaire]
Les détracteurs de cette méthode sont très nombreux, car de nombreuses recherches en psychologie du développement cognitif et neurosciences cognitives ont mis en évidence l'importance de l'apprentissage de processus de bas niveau, et en particulier le décodage ou conversation grapho-phonologique. Les détracteurs démontrent que l'apprentissage des règles de conversion graphème-phonème est difficile et doit être explicite, contrairement au langage oral dont l'apprentissage repose en grande partie sur des interactions informelles et est régi en grande partie par des processus automatiques qui relèvent d'apprentissages implicites.

### Méthodes combinant les deux approches
Les approches par le décodage et par la reconnaissance visuelle présentent chacune des points forts et des limites. L'apprentissage de la lecture est un processus long et complexe, qui requiert des compétences de décodage grapho-phonologique, mais qui bénéficie aussi de l'apprentissage de stratégies pour comprendre le texte lu. Pour ces raisons, des spécialistes recommandent l'utilisation de méthodes d'enseignement qui combinent les points forts des deux types d'approches.
La méthode mixte, appelée également « méthode semi-globale », tente de combiner les avantages de la méthode de décodage et de la méthode globale. En pratique, elle commence généralement par faire apprendre par cœur un certain nombre de mots, tels que des articles et des mots de liaison, pour poursuivre en se combinant avec une analyse syllabique ou phonétique.[réf. nécessaire] La méthode mixte invite à une reconnaissance visuelle globale des mots, en s’appuyant très souvent sur un court texte illustré. En s’aidant de l’illustration, l'élève est appelé à mémoriser le profil graphique des mots écrits, voire des phrases, dont le maître lui indique la prononciation, sans qu’on lui demande de les déchiffrer. Il s’agit d’entraîner l’élève à la reconnaissance directe de mots qu’il aura photographiés et stockés en mémoire. Les manuels parlent aussi à cet égard d’imprégnation, de connaissance par cœur, ouvrant la voie à la compréhension[réf. nécessaire].
Dans les faits, elle est aujourd'hui pratiquement la seule utilisée depuis 30 ans en France[réf. nécessaire].

## Enseignement spécialisé et rééducation
La méthode phonétique et gestuelle, mise au point par la phonéticienne Suzanne Borel-Maisonny, a été développée pour la rééducation des sourds et malentendants, pour les enfants souffrant de troubles du langage et troubles de la lecture,.